# Iszkáz
Iszkáz község Veszprém vármegyében, a Devecseri járásban.

## Fekvése
A vármegye nyugati széle közelében fekszik, a Somló hegyétől mintegy 6 kilométerre nyugat-északnyugati irányban. A Hunyor-patak jobb partját kísérő, annak szintjétől körülbelül tizenöt méter magasságig emelkedő dombsor tetején nyúlik el, mintegy két kilométer hosszan.
Szomszédai: észak felől Kiscsősz, északkelet felől Kisszőlős, kelet felől Somlószőlős, délkelet felől Somlójenő, dél felől Tüskevár, délnyugat felől Karakószörcsök, nyugat felől pedig Kerta.

### Megközelítése
Legfontosabb közúti megközelítési útvonala a 8403-as út, ezen érhető el Jánosháza és Pápa térsége (a 8-as és a 83-as főutak) felől is. A 8-as főút somlójenői szakaszával összekapcsolja a 84 116-os számú mellékút is. Északnyugati szomszédaival és a 834-es főúttal a 8413-as út köti össze.
Vasútvonal nem érinti, a legközelebbi vasúti csatlakozási lehetőséget a Székesfehérvár–Szombathely-vasútvonal környékbeli megállási pontjai jelentik, utóbbiak közül is talán Karakószörcsök megállóhely érhető el a legrövidebb utazással a község központja felől, ott azonban az áthaladó vonatoknak csak egy kisebb része áll meg.

## Története
A legújabb kori történetírást megelőzően is maradtak fenn a környék lakottságáról feljegyzések, de a falu korábbi helyszíneként alig ismert Besenyő nevű erdőben a régészek kőkori tárgyi emlékekre ( pl. kőbaltára) és más, lakott területre jellemző nyomokra is bukkantak.
Három község egyesítéséből keletkezett 1947-ben, bár a falvak összevonása már a 19. század közepén indokolt lett volna, azt a társadalmi ellentétek gátolták, mivel Középiszkáz kisnemesi falu volt. Az első írásos emlék 1212-ből való. A szláv eredetű " Iszkáz " családnév már a 13. században mindhárom település nevét jelzi. Alsó-, Felső- és Középiszkázról 1488-ban is említést tesznek az oklevelek. Alsóiszkázt Töttös Iszkáznak, Felsőiszkázt Mindszent Iszkáznak vagy Apácás Iszkáznak, Középiszkázt pedig Kápolnás Iszkáznak nevezték. Az Iszkáz helynév szláv eredetű személynévből alakult ki.
Alsóiszkáz (Pókyszkáz) a Töttös előnevet 1488 után kapta, ugyanis a felsőiszkázi Töttös család ebbe a községbe települt. Majd később ugyanitt átmenetileg megjelennek az Ostffy családnevű birtokosok.
Felsőiszkáz a Töttös család elköltözése után Mindszent Iszkáz, majd később a Felsőiszkáz nevet viseli. Miután a Somlóvásárhelyi Apácarend Pozsonyba költözik, itt alakítják ki a plébániahivatalt és ehhez az egyházi központhoz tartozik Kiscsősz, Kisszőlős, Alsó és Középiszkáz. Középiszkáz, mint kisnemesi község Kápolnás Iszkázként van említve. Kápolnájának romjai még 1782-ben látszottak a falu határán kívül.
A Belügyi Közlöny 1930. április 20-i számában közzétette a belügyminiszter 99 810/1929. számú rendeletét, mely kimondta Alsó-, Közép- és Felsőiszkáz egyesülését Iszkáz néven, 1930. június 1-jei hatállyal. Az egyesítés ellen a három külön múltú, eltérő társadalmi szerkezetű falu közös küldöttség révén tiltakozott, eredményesen, mivel az jó másfél évtizedre lekerült a napirendről. A tényleges egyesítésre csak 1947. szeptember 1-jei hatállyal került sor; az önálló iszkázi tanács 1950. október 22-ével jött létre. Működési időszaka nem töltött két teljes évtizedet, 1969. július 1-jei hatállyal ugyanis beolvasztották a kertai tanács illetékességi körzetébe, amivel Iszkáz elvesztette önállóságát.

## Közélete

### Polgármesterei
- 1990–1994: Szabó Ferenc (független)[4]
- 1994–1998: A. Szabó Ferenc (független)[5]
- 1998–2002: Szabó László (független)[6]
- 2002–2004: Szabó László (független)[7]
- 2004–2006: Kovács Miklós (független)[8]
- 2006–2010: Cseh József (független)[9]
- 2010–2014: Cseh József (független)[10]
- 2014–2019: Cseh József (független)[11]
- 2019–2024: Cseh József (független)[12]
- 2024– : Cseh József (független)[1]

A településen 2004. június 13-án időközi polgármester-választást tartottak, az előző polgármester lemondása miatt.

## Népesség
A település népességének változása:
| Lakosok száma | 342  | 337  | 348  | 336  | 327  | 320  | 320  |
|               | 2013 | 2014 | 2015 | 2021 | 2022 | 2023 | 2024 |

A 2011-es népszámlálás során a lakosok 88,7%-a magyarnak, 1,1% németnek, 0,8% cigánynak mondta magát (11% nem nyilatkozott; a kettős identitások miatt az végösszeg nagyobb lehet 100%-nál). A vallási megoszlás a következő volt: római katolikus 73,1%, református 5,7%, evangélikus 2,3%, felekezeten kívüli 3,1% (15,6% nem nyilatkozott).
2022-ben a lakosság 89,6%-a vallotta magát magyarnak, 5,2% cigánynak, 2,1% németnek, 0,6% egyéb, nem hazai nemzetiségűnek (9,8% nem nyilatkozott; a kettős identitások miatt a végösszeg nagyobb lehet 100%-nál). Vallásuk szerint 53,5% volt római katolikus, 3,7% református, 3,4% evangélikus, 0,6% görög katolikus, 2,1% egyéb keresztény, 1,8% egyéb katolikus, 4,6% felekezeten kívüli (30,3% nem válaszolt).

## Nevezetességei
- Nagy László Emlékház

## Híres emberek
- Felsőiszkázon született 1925. július 17-én Nagy László költő,
és öccse ** Ágh István (1938. március 24.) költő, író, műfordító.
- Felsőiszkázon született 1936. július 31-én Mátis Lajos Ybl Miklós-díjas építészmérnök
- Középiszkázon született Névy László (1841. január 27.),M tanár, tanügyi és esztétikai író.